# Presqu'île Rochegude
Pour les articles homonymes, voir Rochegude.
La presqu'île Rochegude est une presqu'île située au nord-est de la péninsule Loranchet au nord des îles Kerguelen dans les Terres australes et antarctiques françaises (TAAF).

## Géographie

### Caractéristiques
Faisant partie de la péninsule Loranchet, la presqu'île Rochegude est entourée au nord par la baie Clémenceau et au sud par la baie de Recques. À sa base, elle est délimitée par le lac du Tigre et son déversoir inférieur au nord, et l'anse du Charbon au sud. Orientée sud-ouest/nord-est, elle est longue de plus de 14 km et large au maximum de 4 km vers sa base. Elle se termine par la pointe d'Anières et est prolongée en mer par l'îlot Guérite (à 800 m) puis les îles Davis (à 4,3 km) qui font partie du même ensemble géologique.
Son sommet, officiellement non nommé, culmine à 411 m.

### Toponymie
Elle doit son nom à Raymond Rallier du Baty qui la dénomma ainsi lors de ses deux voyages aux Kerguelen en 1908-09 et 1913-14 – sa carte de 1922 porte également le toponyme de « Mont Rochegude » – en référence (comme pour le lac Rochegude situé plus au nord) à l'enseigne de vaisseau Henri Pascal de Rochegude, lieutenant d'Yves de Kerguelen, qui le 6 janvier 1774 accoste au fond de la baie de l'Oiseau pour laisser un message dans une bouteille notifiant le double passage des expéditions françaises (en 1772 et 1773) et la prise de possession des îles pour la couronne de France.